# Europese kampioenschappen kunstschaatsen 1950
De Europese kampioenschappen kunstschaatsen 1950 was de 42e editie voor de mannen en de veertiende editie voor de vrouwen en paren van het jaarlijks evenement dat georganiseerd wordt door de Internationale Schaatsunie (ISU).
De kampioenschappen van 1950 vonden plaats van 17 tot en met 19 februari in Oslo. Het was na de mannentoernooien van 1913 en 1923 in het toen nog Kristiana geheten Oslo de derde keer dat een EK-kampioenschap hier plaatsvond. Het was het vierde toernooi dat in Noorwegen plaatsvond, in 1898 was Trondheim gaststad.

## Historie
De Duitse en Oostenrijkse schaatsbond, verenigd in de "Deutscher und Österreichischer Eislaufverband", organiseerden zowel het eerste EK schaatsen voor mannen als het eerste EK kunstschaatsen voor mannen in 1891 in Hamburg, in toen nog het Duitse Keizerrijk, nog voor het ISU in 1892 werd opgericht. De internationale schaatsbond nam in 1892 de organisatie van het EK kunstschaatsen over. In 1895 werd besloten voortaan het WK kunstschaatsen te organiseren en kwam het EK te vervallen. In 1898, na twee jaar onderbreking, vond toch weer een herstart plaats van het EK kunstschaatsen.
De vrouwen en paren zouden vanaf 1930 jaarlijks om de Europese titel strijden. De ijsdansers streden vanaf 1954 om de Europese titel in het kunstschaatsen.

## Deelname
Er namen deelnemers uit elf landen deel aan deze kampioenschappen. Zij vulden 34 startplaatsen in de drie disciplines in.
(Tussen haakjes het totaal aantal startplaatsen over de disciplines.)
| Tsjecho-Slowakije (6) Zwitserland (5) Verenigd Koninkrijk (4) Finland (2) | Hongarije (2) Noorwegen (2) Oostenrijk (2) Denemarken (1) | Frankrijk (1) Italië (1) Zweden (1) |

## Medaille verdeling
In het mannentoernooi werd Ede Király de achttiende Europees kampioen, hij was de tweede Hongaar na Tibor von Földváry die in 1895 deze titel veroverde. Het was zijn tweede EK-medaille; in 1949 werd hij tweede. Helmut Seibt op plaats twee veroverde ook zijn tweede EK-medaille; in 1949 werd hij derde. Carlo Fassi op plaats drie veroverde de eerste medaille voor Italië bij het EK kunstrijden.
De beide vrouwen die in 1949 op de plaatsen twee en drie stonden, stonden dit jaar een trede hoger op het erepodium. Alena Vrzáňová werd de zesde vrouw die de Europese titel veroverde en ze was de eerste Tsjechoslowaakse die Europees kampioene werd. Het was haar derde EK-medaille: in 1948 werd ze derde en in 1949 tweede. Jeannette Altwegg op plaats twee veroverde haar tweede EK-medaille; in 1949 werd ze derde. Jacqueline du Bief op de derde plaats veroverde de eerste EK-medaille voor Frankrijk in het vrouwentoernooi.
Bij de paren veroverden Marianne Nagy/Lászlo Nagy als achtste paar de Europese titel. Het was hun tweede medaille: in 1949 werden ze tweede. Ze waren het vierde Hongaarse paar dat de Europese titel bij het kunstschaatsen won. Eliane Steinemann/Andre Calame op plaats twee veroverden de eerste EK-medaille voor Zwitserland bij de paren en Jennifer Nicks/John Nicks op plaats drie veroverden ook hun eerste EK-medaille.
| Discipline | Goud                        | Zilver                           | Brons                       |
| ---------- | --------------------------- | -------------------------------- | --------------------------- |
| Mannen     | Ede Király                  | Helmut Seibt                     | Carlo Fassi                 |
| Vrouwen    | Alena Vrzáňová              | Jeannette Altwegg                | Jacqueline du Bief          |
| Paren      | Marianne Nagy / Lászlo Nagy | Eliane Steinemann / Andre Calame | Jennifer Nicks / John Nicks |

## Uitslagen
| Nr.    | naam (deelname)      | land                           | pc |
| ------ | -------------------- | ------------------------------ | -- |
| Goud   | Ede Király (3)       | Vlag van Hongarije (1949-1956) |    |
| Zilver | Helmut Seibt (3)     | Vlag van Oostenrijk            |    |
| Brons  | Carlo Fassi (2)      | Vlag van Italië                |    |
| 4      | Zdenek Fikar (4)     | Vlag van Tsjechië              |    |
| 5      | Kurt Soenning        | Vlag van Zwitserland           |    |
| 6      | Kalle Tuulos         | Vlag van Finland (1918-1978)   |    |
| 7      | Per Cock-Clausen (3) | Vlag van Denemarken            |    |

| Nr.    | naam (deelname)        | land                         | pc |
| ------ | ---------------------- | ---------------------------- | -- |
| Goud   | Alena Vrzáňová (4)     | Vlag van Tsjechië            |    |
| Zilver | Jeannette Altwegg (4)  | Vlag van Verenigd Koninkrijk |    |
| Brons  | Jacqueline du Bief (2) | Vlag van Frankrijk           |    |
| 4      | Barbara Wyatt (4)      | Vlag van Verenigd Koninkrijk |    |
| 5      | Dagmar Lerchova (4)    | Vlag van Tsjechië            |    |
| 6      | Beryl Bailey (3)       | Vlag van Verenigd Koninkrijk |    |
| 7      | Regula Arnold          | Vlag van Zwitserland         |    |
| 8      | Alexandra Cerna        | Vlag van Tsjechië            |    |
| 9      | Miloslava Tumova       | Vlag van Tsjechië            |    |
| 10     | Gun Ericson (2)        | Vlag van Zweden              |    |
| 11     | Suzanne Wirz           | Vlag van Zwitserland         |    |
| 12     | Jolande Jobin          | Vlag van Zwitserland         |    |
| 13     | Lena Pietila           | Vlag van Finland (1918-1978) |    |
| 14     | Björg Lohner           | Vlag van Noorwegen           |    |
| 15     | Ingeborg Nilsson       | Vlag van Noorwegen           |    |

| Er deden vijf paren uit vijf landen mee. Het paar Jennifer Nicks/John Nicks waren het paar met de meeste deelnamen achter hun naam; zij namen voor de vierde keer deel. \| Nr. \| naam (deelname) \| land \| pc \| \| ------ \| -------------------------------------- \| ------------------------------ \| -- \| \| Goud \| Marianne Nagy (3) Lászlo Nagy (3) \| Vlag van Hongarije (1949-1956) \| \| \| Zilver \| Eliane Steinemann (2) Andre Calame (2) \| Vlag van Zwitserland \| \| \| Brons \| Jennifer Nicks (4) John Nicks (4) \| Vlag van Verenigd Koninkrijk \| \| \| 4 \| Bela Zachová (2) Jaroslav Zach (2) \| Vlag van Tsjechië \| \| \| 5 \| Elly Staerck (3) Harry Gareis (3) \| Vlag van Oostenrijk \| \| \| 6 \| Soňa Burjanova Miroslav Balůn \| Vlag van Tsjechië \| \| |                                        |                                |    |
| Nr. | naam (deelname)                        | land                           | pc |
| Goud | Marianne Nagy (3) Lászlo Nagy (3)      | Vlag van Hongarije (1949-1956) |    |
| Zilver | Eliane Steinemann (2) Andre Calame (2) | Vlag van Zwitserland           |    |
| Brons | Jennifer Nicks (4) John Nicks (4)      | Vlag van Verenigd Koninkrijk   |    |
| 4 | Bela Zachová (2) Jaroslav Zach (2)     | Vlag van Tsjechië              |    |
| 5 | Elly Staerck (3) Harry Gareis (3)      | Vlag van Oostenrijk            |    |
| 6 | Soňa Burjanova Miroslav Balůn          | Vlag van Tsjechië              |    |

Medaillewinnaars

Mannen · 
Vrouwen ·
Paren · 
IJsdansen

Toernooi

1891 · 
1892 · 
1893 · 
1894 · 
1895 · 
1896-1897 · 
1898 · 
1899 · 
1900 · 
1901 · 
1902-1903 · 
1904 · 
1905 · 
1906 · 
1907 · 
1908 · 
1909 · 
1910 · 
1911 · 
1912 · 
1913 · 
1914 · 
1915-1921 · 
1922 · 
1923 · 
1924 · 
1925 · 
1926 · 
1927 · 
1928 · 
1929 · 
1930 · 
1931 · 
1932 · 
1933 · 
1934 · 
1935 · 
1936 · 
1937 · 
1938 · 
1939 ·
1940-1946 · 
1947 · 
1948 · 
1949 · 
1950 · 
1951 · 
1952 · 
1953 · 
1954 · 
1955 · 
1956 · 
1957 · 
1958 · 
1959 · 
1960 · 
1961 · 
1962 · 
1963 · 
1964 · 
1965 · 
1966 · 
1967 · 
1968 · 
1969 · 
1970 · 
1971 · 
1972 · 
1973 · 
1974 · 
1975 · 
1976 · 
1977 · 
1978 · 
1979 · 
1980 · 
1981 · 
1982 · 
1983 · 
1984 · 
1985 · 
1986 · 
1987 · 
1988 · 
1989 · 
1990 · 
1991 · 
1992 · 
1993 · 
1994 · 
1995 ·
1996 · 
1997 · 
1998 · 
1999 · 
2000 · 
2001 · 
2002 · 
2003 · 
2004 · 
2005 · 
2006 ·
2007 ·
2008 ·
2009 ·
2010 ·
2011 ·
2012 ·
2013 ·
2014 ·
2015 ·
2016 ·
2017 ·
2018 ·
2019 ·
2020 ·
2021 · 
2022 · 
2023 · 
2024 · 
2025

WK kunstschaatsen ·
WK kunstschaatsen junioren ·
Viercontinentenkampioenschap ·
Olympische Spelen